# Juceila Bueno
Juceila Graziele Bueno (nascida em 1988, em Vera Cruz, no Rio Grande do Sul) é uma modelo e apresentadora de televisão do Brasil. É a Miss Mundo Brasil de 2011. Antes de ser escolhida miss, Juceila foi A mais bela gaúcha, escolhida pela Rede Pampa. Depois de vencer o concurso de beleza, Juceila passou a integrar o programa Studio Pampa.